# آمونبرگ
شهر آمونبرگدر ایالت هسن در کشور آلمان واقع شده است.